# Jean Ducamin
Jean Ducamin, medievalista e hispanista francés.

## Carrera
Hizo una edición paleográfica de los tres manuscritos conocidos del Libro de Buen Amor de Juan Ruiz, arcipreste de Hita (Toulouse, Edouard Privat, 1901). También editó una traducción en gascón de la Disciplina clericalis del judío converso español Pedro Alfonso (1908) y una selección de pasajes de La Araucana de Alonso de Ercilla con un interesante prólogo (París, Garnier Frères, 1900).

## Obras
- Juan Ruiz, Libro de buen amor, ed. Jean Ducamin. Toulouse: Edouard Privat, 1901.. (Re-edited by U. Microfilms, 1980).
- Alosno de Ercill, L'Araucana: poème épique; morceaux choisis; avec notices biographiques et littéraires par Jean Ducamin Paris: Garnier Frères, 1900
- Disciplines de clergie et de moralités, traduction en gascón girondin du 14e–15e siècle publiée pour la première fois d'après un ms. de la Bibliothèque nationale de Madrid, avec facsimilé, carte, étude morphologique, etc. par Jean Ducamin, Toulouse, 1908.

- Datos: Q5928695